# Junta de Reconstrução Nacional
A Junta de Reconstrução Nacional (em castelhano:  Junta de Gobierno de Reconstrucción Nacional)  governou a Nicarágua oficialmente de julho de 1979 a janeiro de 1985, apesar do poder efetivo estar nas mãos da Direção Nacional da Frente Sandinista de Libertação Nacional.
Os rebeldes sandinistas anunciaram a Junta como o seu governo provisório em 16 de junho de 1979, quando a guerra civil contra o regime de Anastasio Somoza Debayle entrou na sua fase final. Era composta por cinco membros: um membro da diretoria da FSLN, Daniel Ortega; dois ativistas de esquerda, Sergio Ramírez e Moisés Hassan Morales; e dois representantes de direita, Alfonso Robelo e Violeta Barrios de Chamorro.
Na primeira quinzena de julho, o enviado do governo dos Estados Unidos, William Bowdler, pressionou os sandinistas para ampliar a junta pela adição de mais membros, como Adolfo Calero, Ismael Reyes, e Mariano Fiallos.
Após a queda de Somoza, rapidamente se tornou evidente para Robelo e Chamorro que eles não tinham nenhum poder real e Chamorro renunciou em 19 de abril de 1980, seguido por Robelo três dias depois. Em 18 de maio, foram substituídos por Arturo Cruz e Rafael Córdova Rivas. Cruz iria renunciar em março de 1981, embora concordasse em ser embaixador por um tempo para os Estados Unidos. Em 4 de março, a nomeação de Cruz para Washington foi anunciada, em conjunto com a partida de Hassan para o Conselho de Estado e promoção de Ortega para Coordenador da junta já com três membros. Enquanto a junta pode ter oferecido pouca autoridade para seus membros não-sandinistas, o seu papel público ajudou a solidificar o primado de Ortega na Direção da FSLN e melhorou a proeminência de Ramírez.
Em 4 de novembro de 1984, a eleição presidencial foi realizada sendo vencida pelo líder membro junta e revolucionário Daniel Ortega e seu companheiro de chapa, Sergio Ramírez, como vice-presidente. No entanto, alguns partidos da oposição boicotaram-a, alegando condições injustas. Enquanto a administração Reagan e muitos meios de comunicação tradicionais dos Estados Unidos alegaram a eleição não seria nem livres nem justas, numerosos observadores eleitorais filiados com os governos da Europa Ocidental, bem como de organizações não-governamentais dos Estados Unidos, declararam o resultado legítimo.  Ortega tomou posse em 10 de janeiro e a junta foi dissolvida.